# Trichoplax adhaerens
Trichoplax adhaerens is een plakdiertjessoort (Placozoa) uit de familie van de Trichoplacidae. De wetenschappelijke naam van de soort is voor het eerst geldig gepubliceerd in 1883 door Schulze.
Dit simpele diertje bestaat uit niets meer dan twee lagen cellen. Verondersteld wordt dat Trichoplax adhaerens als de enige bekende vertegenwoordiger van de Placozoa beschouwd moet worden.